# Gabriele Wohlauf
Gabriele „Gabi“ Wohlauf (* 1950 in Hamburg) ist eine deutsche Historikerin und Kuratorin. Sie war von 1985 bis 2015 Leiterin der Abteilung Produktionstechniken am Deutschen Technikmuseum und lebt in Berlin.

## Leben
Wohlauf studierte Geschichte, Soziologie und Pädagogik an der Universität Hamburg. Seit 1977 war sie dort als Wissenschaftliche Assistentin am Institut für Sozial- und Wirtschaftsgeschichte tätig und gab 1980 gemeinsam mit Ulrich Troitzsch das Sammelwerk Technik-Geschichte heraus. In ihrer Dissertation befasste sie sich mit der Technologie der Spiegelglashütte auf dem Grünen Plan im 18. Jahrhundert und deren Arbeits- und Sozialstruktur.
Nach einer kurzen Tätigkeit am damaligen Landesmuseum für Technik und Arbeit in Mannheim (heute Technoseum) wechselte sie an das 1983 eröffnete Museum für Verkehr und Technik in Berlin. Dort entwickelte sie auf Basis einer Technikgeschichte als Geschichte der Arbeit die Konzeption für den Bereich Produktionstechniken. Besondere Schwerpunkte bildeten dabei die Kofferherstellung und die Schmuckherstellung. Im modernen Fertigungsprozess interessiert sie die Normierung von Mensch und Maschine.

## Interessenschwerpunkte
Wohlauf engagiert sich für historische Frauenforschung. Bei der Gründung der Gesellschaft für Technikgeschichte rief sie 1991 den Arbeitskreis „Frauen und Technik“ ins Leben. und entwickelte „Thesen zur Rezeption von Frauen- und Geschlechtergeschichte in den technik-, industrie- und arbeitsgeschichtlichen Museen der Bundesrepublik“.
Sie ist Mitinitiatorin und langjährige Impulsgeberin des MMS-Netzwerkes der Miss Marples Schwestern, einem seit 1990 aktiven Netzwerk von Frauengeschichtsforscherinnen und -vermittlerinnen aus dem deutschsprachigen Raum. Diese spüren die lokale Geschichte von Frauen auf und verschaffen Frauen mit Exkursionen zu frauenhistorischen Orten Zugang zu ihrer Geschichte. Sie engagierte sich für einen Gedenkort für die Widerstandskämpferin Hilde Radusch in Berlin-Schöneberg.